# Motlle de gelat

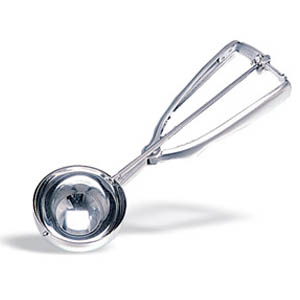
Motlle de gelat construït de metall

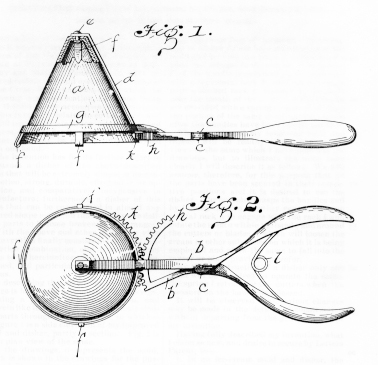
Patent del motlle de gelat

El motlle de gelat és un estri amb forma semblant a una cullera creat específicament per donar forma de bola al gelat, i que disposa d'un mecanisme per a deixar caure la bola. En l'actualitat existeixen versions en diferents mides i el seu ús ha estat generalitzat en l'àmbit de la gastronomia per donar forma de bola a diferents masses o cremes que tinguin la suficient consistència. Així i tot, el seu ús més habitual és el de donar forma de bola a la crema de gelat.

## Materials de construcció
Generalment fabricat en metall encara que se'n poden trobar en el mercat versions amb recobriments de plàstic i/o silicona, fins i tot versions construïdes totalment de plàstic.

## Inventor
El motlle de gelat va ser patentat el 2 de febrer de 1897 per Alfred L. Cralle en emergir la indústria gelatera i adonar-se que no tenia per què ser necessari usar ambdues mans per donar forma al gelat i separar-lo del motlle.